# Club Atlético Jorge Newbery (Comodoro Rivadavia)
El Club Atlético Jorge Newbery es un club de fútbol argentino de la ciudad de Comodoro Rivadavia, provincia del Chubut. Fue fundado el 19 de abril de 1924. Su estadio es conocido como La Madriguera, ubicado en la provincia del Chubut. Es uno de los clubes más importantes de Comodoro Rivadavia junto con Huracán y la CAI. Es conocido deportivamente como El Lobo o El Aeronauta. Como gran logro intervino en el Torneo Regional Federal Amateur 2021/22 habiendo llegado a la final de la zona Patagonia, perdiéndola con Liniers (BB).
Ha disputado varios torneos nacionales como el Torneo Argentino B, Torneo Argentino C y la Copa Argentina. A nivel regional forma parte de la Liga de Fútbol de Comodoro Rivadavia, donde se ha consagrado en 32 oportunidades. También, disputó el Torneo Regional en varias ocasiones.
El club se destaca en la Patagonia por sus logros deportivos. Jorge Newbery cuenta con una de las hinchadas más populares de la Patagonia, considerándola como una de las más fieles y seguidoras. Esta, está formada por "la 14" y "la 22",  que a la hora de alentar al equipo dentro del estadio, juntas se la denomina como "La Banda Aeronauta".

## Toponimia
Club Atlético Jorge Newbery fue fundado el 19 de abril de 1924. En su inicio el club se llamaba oficialmente Nacional Foot-Ball Club, resultado de la combinación de los clubes Sportivo Rivadavia y Correos y Telégrafos. Jorge Newbery debió cambiar el nombre, puesto que para ese entonces, el presidente Agustín Pedro Justo ordenó cambiar el nombre de Nacional a toda institución deportiva. Un mes después se planteó llamar al club Argentinos del Sur, pero finalmente se cambió por Jorge Newbery, en honor a Jorge Alejandro Newbery, ingeniero y aviador, quien fuera uno de los más grandes deportistas de la época.

## Historia

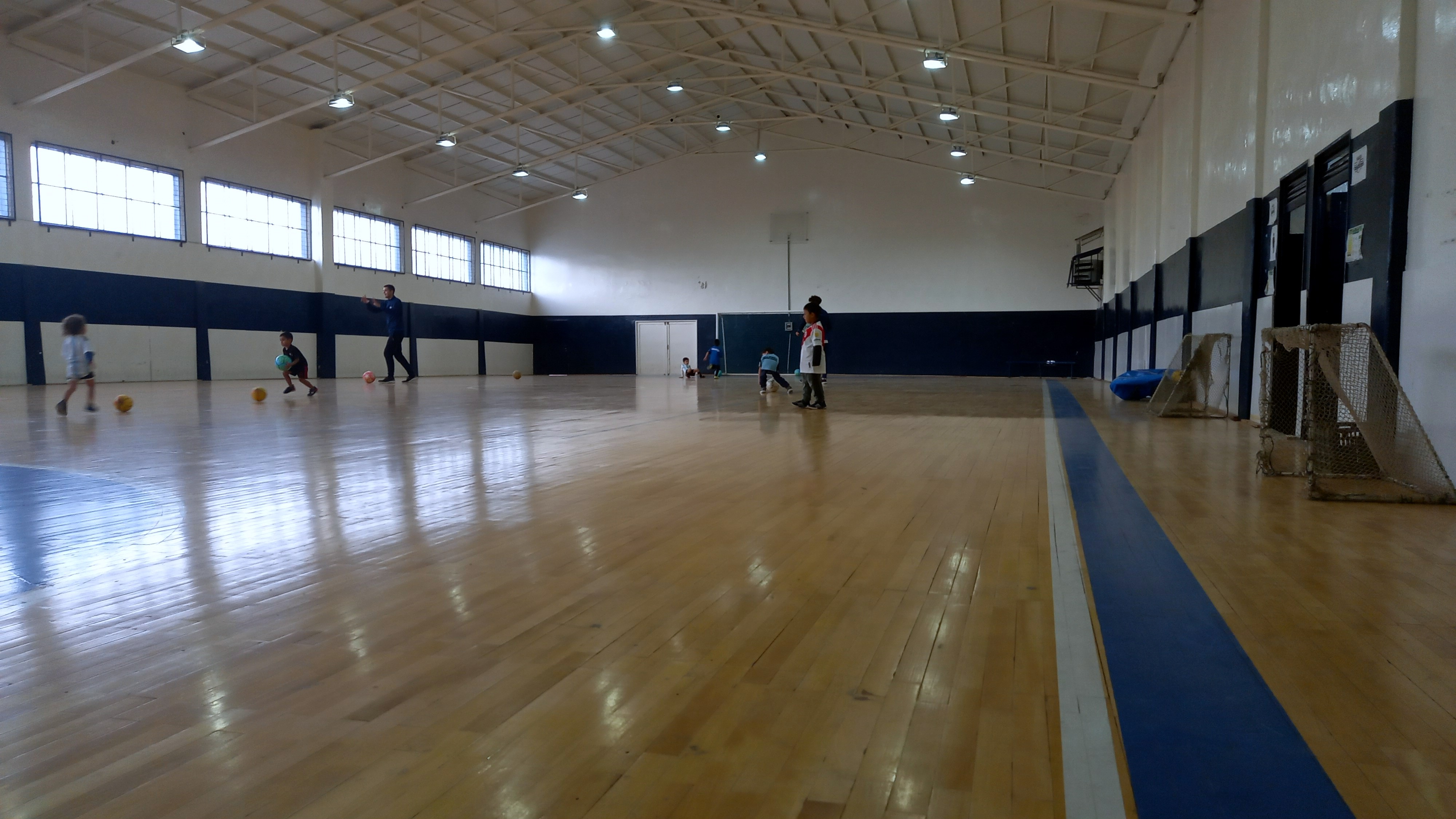
Cancha de futsal "Keto" completamente renovada

Fue fundado el 19 de abril de 1924. En sus comienzos la institución se llamaba oficialmente “Nacional Foot-Ball Club”, resultado de la combinación de los clubes Sportivo Rivadavia y Correos y Telégrafos. El nuevo club, al tiempo, debió cambiar el nombre Nacional a toda institución deportiva. Un mes después se planteó el nombre “Argentinos del Sur”. Finalmente, se cambió por Jorge Newbery, en honor a Jorge Alejandro Newbery, ingeniero y aviador, quien fuera uno de los más grandes deportistas de la época.
Su estadio fue construido a comienzos de la década de los años 1930 y reformado en 2004. Disputó su primer partido de fútbol como Jorge Newbery el 8 de julio de 1934 ante Club de Gimnasia y Esgrima La Plata.
En 2014 el club fue homenajeado con el Premio Crónica, en la categoría de Menciones Especiales por sus 90 años como institución deportiva.
Desde 2019 el club viene concretando grandes avances. Con la directiva de Leoncio Gatti a fines del 2020 se presentó la nueva confitería y  nuevo gimnasio, con aportes municipales, que bautizaron como Anacleto “Keto” Caro. Este fue un homenaje al histórico colaborador y reclutador del club. El día de la inauguración se anunció que el club afrontaría el proyecto más importante de su historia llamado “Apuntando al cielo”. El mismo consta de un edificio de tres pisos y que tendrá consultorios de kinesiología, nutrición, gimnasio, oficinas, sala de reunión y oficinas. Actualmente esta obra está en marcha.
En forma en paralela el equipo de primera división finalizó como mejor de la Patagonia en el Torneo Regional Amateur 2020. Pudiendo disputar y ganar la final patagónica ante Independiente de Neuquén. Luego en 2021 disputaría la otra final, cuando se enfrentó a Liniers de Bahía Blanca con quien caería, quedando en la puerta del ascenso.
La gestión de Gatti duró 2 años y consiguió la remodelación de los vestuarios locales y visitantes. La posta pasó en enero de 2022 al exjugador Pablo César Barrientos. El nuevo presidente pudo concretar, con financiamiento del gobierno provincial, la colocación de las nuevas luces, de las cuales cada palma cuenta con 12 led. El flamante sistema se estrenó ante su clásico rival en una jornada histórica que le permitió disputar un partido nocturno por primera vez en su historia.  También, el mismo año, gracias a otro aporte provincial del gobernador Arcioni,  se logró la concreción de la parte de la tribuna popular que faltaba.
Otros de los proyectos en ejecución es el jardín maternal, que ya está por finalizar la primera etapa de cableados, cañerías, divisiones de aulas y otros. Para fines de 2022 se supo que el jardín sería de tipo deportivo, el primero de la Patagonia.

## Palmarés
| Torneos Nacionales                          | Torneos Nacionales | Torneos Nacionales                                               |
| Competición                                 | Títulos | Subcampeonatos                                                   |
| Cuarta División                             | Cuarta División | Cuarta División                                                  |
| ------------------------------------------- | --- | ---------------------------------------------------------------- |
| Torneo Regional Federal Amateur (0/1)       | | 2021-22.                                                         |
| Quinta División                             | |                                                                  |
| Federal C (1/0)                             | 2016 |                                                                  |
|                                             | |                                                                  |
| Torneos Regionales                          | |                                                                  |
| Competición                                 | Títulos | Subcampeonatos                                                   |
| Torneo Provincial de Chubut (1/0)           | 2015. |                                                                  |
| Liga de Fútbol de Comodoro Rivadavia (32/5) | 1928, Copa de la República 1929, Oficial de Honor 1933, Torneo Independencia 1941, Preparación 1947, Concurso de Honor 1947, Octogonal 40.º Aniversario de Huracán 1968, Preparación 1969, Aniversario L.F.C.R. 1972, Preparación 1973, Apertura 1977, Bodas de Oro L.F.C.R. 1978, Clasificatorio R.C. 1982, Clausura 1983, Clasificatorio 1986, Zonal 1986, Apertura R.C. 1989, Apertura C.A. 2002, Zonal 2003, Clausura 2004, Zonal 2011, Zonal 2011/12, Inicial 2013, Final 2014, Inicial 2017, Inicial 2018, Final 2019, Zonal 2021, Oficial 2022, Apertura 2023, Zonal 2023, Apertura 2024 | Inicial 2014, Inicial 2015, Final 2016, Final 2018, Oficial 2021 |